# Paranotoreas brephosata
Paranotoreas brephosata är en fjärilsart som först beskrevs av Walker 1862a.  Paranotoreas brephosata ingår i släktet Paranotoreas och familjen mätare. Inga underarter finns listade i Catalogue of Life.